# Royce Woolridge
Royce Woolridge (ur. 30 czerwca 1992 w Phoenix) – amerykański koszykarz, występujący na pozycji rzucającego obrońcy, obecnie zawodnik KK Tajfun Tentjur.
20 czerwca 2016 został zawodnikiem Miasta Szkła Krosna.
Pochodzi ze sportowej rodziny. Jego ojciec Orlando występował w NBA oraz lidze włoskiej, łącznie przez 15 lat, zdobywający wicemistrzostwo NBA w 1989 roku z Los Angeles Lakers. Członek Koszykarskiej Galerii Sław im. Jamesa Naismitha – Willis Reed jest jego wujem. Jego dwaj bracia są Renaldo i Zachary są także koszykarzami. Siostra Tiana grała w siatkówkę na poziomie akademickim, a ciotka Natasha Watley jest mistrzynią olimpijską w softballu. Jego ojcem chrzestnym jest Negele Knight, były zawodnik Suns, Spurs, Blazers, Pistons, Raptors.
28 grudnia 2017 zawarł umowę z niemieckim BK Mattersburg Rocks. 30 grudnia 2018 podpisał kontrakt ze słoweńskim KK Tajfun Tentjur.

## Osiągnięcia
NCAA
- Uczestnik:
  - rozgrywek Elite Eight turnieju NCAA (2011)
  - turnieju NCAA (2011)
- Mistrz:
  - turnieju konferencji Big 12 (2011)
  - sezonu regularnego konferencji Big 12 (2011)